# Mohammed al-Ghafri
Mohammed Mubarak Hamood Mubarak al-Ghafri (arabisch محمد مبارك الغافري, DMG Muḥammad Mubārak al-Ġāfirī; * 17. Mai 1997 in Rustaq) ist ein omanischer Fußballspieler.

## Karriere

### Klub
Seit der Saison 2017/18 steht er im Kader von al-Rustaq.

### Nationalmannschaft
Seinen ersten widerspruchsfrei belegbaren Einsatz für die omanische Nationalmannschaft hatte er am 5. September 2019 bei einer 1:2-Niederlage während der Qualifikation für die Fußball-Weltmeisterschaft 2022. Er wurde in der 69. Minute für Salaah al-Yahyaei eingewechselt. Es folgten Einsätze in Freundschafts- als auch Qualifikationsspielen sowie beim FIFA-Arabien-Pokal 2021.